# Paraspongicola inflatus
Paraspongicola inflatus is een tienpotigensoort uit de familie van de Spongicolidae. De wetenschappelijke naam van de soort is voor het eerst geldig gepubliceerd in 1981 door de Saint Laurent & Cleva.